# Rocket Punch
Rocket Punch (hangul: 로켓펀치; rr: Lokespeonchi; também estilizado como RCPC), foi um grupo feminino sul-coreano formado em 2019, pela Woollim Entertainment. O grupo era composto por cinco integrantes: Yeonhee, Suyun, Yunkyoung, Sohee e Dahyun. Juri deixara o grupo em maio de 2024. O grupo foi anunciado em julho de 2019 e estreou em 7 de agosto de 2019 com seu primeiro extended play Pink Punch. Em 24 de dezembro de 2024, a Woollim Entertainment anunciou que o contrato das integrantes expiraria em 31 de dezembro do mesmo ano e não havia sido renovado, de comum acordo entre as partes. 

## História

### Pré-estreia
Juri foi escalada como trainee da 12ª geração do AKB48 através de uma audição em 2011. Ela foi apresentada ao público através do time 4 em março de 2012. Sua primeira aparição na televisão sul-coreana foi no reality show de 2018, Produce 48. Suyun e Sohee foram apresentadas ao público como trainees representativas da Woollim Entertainment através do mesmo programa. Em março de 2019, Juri confirmou ter assinado com a Woollim Entertainment para prosseguir sua carreira na Coreia, estreando como integrante do novo grupo feminino da empresa. Dois meses depois, Juri se formou oficialmente no AKB48. Em 22 de julho, a Woollim Entertainment lançou um clipe de animação do logotipo do Rocket Punch e houve especulações de que seria um novo grupo feminino. A agência confirmou isso com um filme conceitual lançado em 23 de julho que incluía as seis integrantes. O Rocket Punch se tornou o segundo grupo feminino da Woollim Entertainment desde a estreia do Lovelyz em 2014.

### 2019: Estreia comPink Punch
O EP de estreia de Rocket Punch Pink Punch foi lançado em 7 de agosto de 2019, com "Bim Bam Bum" servindo com o single do álbum. Um showcase de estreia foi realizado no Yes24 Live Hall em Seul, Coreia do Sul, após o lançamento do EP. O grupo realizou sua primeira apresentação no Japão no Girls Award Autumn/Winter Show 2019.

### 2020: Retorno comRed PuncheBlue Punch
O grupo voltou em 10 de fevereiro de 2020 com seu segundo EP Red Punch e seu single "Bouncy".
Em 4 de agosto, o grupo retornou com o seu terceiro EP Blue Punch e seu single "Juicy".

## Integrantes
- Juri (hangul: 쥬리), nascida Takahashi Juri (타카하시 쥬리) (em japonês:  高橋朱里) em 3 de outubro de 1997 (27 anos) em Kashima, Prefeitura de Ibaraki, Japão

- Yeonhee (hangul: 연희), nascida Kim Yeon-hee (hangul: 김연희) em 6 de dezembro de 2000 (24 anos) em Coreia do Sul. É a líder do grupo.

- Suyun (hangul: 수윤), nascida Kim Su-yun (hangul: 김수윤) em 17 de março de 2001 (24 anos) em Coreia do Sul.

- Yunkyoung (hangul: 윤경), nascida Seo Yun-kyoung (hangul: 서윤경) em 1 de novembro de 2001 (23 anos) em Coreia do Sul.

- Sohee (hangul: 소희), nascida Kim So-hee (hangul: 김소희) em 14 de agosto de 2003 (21 anos) em Coreia do Sul.

- Dahyun (hangul: 다현), nascida Jeong Da-hyun (hangul: 정다현) em 29 de abril de 2005 (19 anos) em Coreia do Sul.

## Discografia

### Extended plays
| Título     | Detalhes | Melhores posições | Vendas     |
| Título     | Detalhes | COR               | Vendas     |
| ---------- | --- | ----------------- | ---------- |
| Pink Punch | - Lançamento: 7 de agosto de 2019 - Gravadora: Woollim Entertainment - Formatos: CD, download digital e streaming     | 6                 | - : 18,561 |
| Red Punch  | - Lançamento: 10 de fevereiro de 2020 - Gravadora: Woollim Entertainment - Formatos: CD, download digital e streaming | 4                 | - : 12,583 |
| Blue Punch | - Lançamento: 4 de agosto de 2020 - Gravadora: Woollim Entertainment - Formatos: CD, download digital e streaming     | ASA               | ASA        |

### Singles
| Título                         | Ano  | Melhores posições nas tabelas | Melhores posições nas tabelas | Vendas | Álbum      |
| Título                         | Ano  | KOR                           | KOR Hot                       | Vendas | Álbum      |
| ------------------------------ | ---- | ----------------------------- | ----------------------------- | ------ | ---------- |
| "Bim Bam Bum" (hangul: 빔밤붐) | 2019 | —                             | —                             | —      | Pink Punch |
| "Bouncy"                       | 2020 | —                             | 97                            | —      | Red Punch  |
| "Juicy"                        | 2020 | ASA                           | ASA                           | —      | Blue Punch |

## Prêmios e indicações

### Mnet Asian Music Awards
| Ano  | Recipiente   | Categoria                            | Resultado |
| ---- | ------------ | ------------------------------------ | --------- |
| 2019 | Rocket Punch | Artista do Ano                       | Indicado  |
| 2019 | Rocket Punch | Melhor Nova Artista Feminina         | Indicado  |
| 2019 | Rocket Punch | Top 10 dos Fãs em Todo o Mundo       | Indicado  |
| 2019 | Rocket Punch | 2019 Qoo10 Artista Feminina Favorita | Indicado  |

### Seoul Music Awards
| Ano  | Recipiente   | Categoria              | Resultado |
| ---- | ------------ | ---------------------- | --------- |
| 2020 | Rocket Punch | Prêmio Novo Artista    | Indicado  |
| 2020 | Rocket Punch | Prêmio Popularidade    | Indicado  |
| 2020 | Rocket Punch | Prêmio Especial Hallyu | Indicado  |